# Seehas

Logo des Seehas

Seehas, eine Figur der Sieben Schwaben, ist die Bezeichnung eines seit 1994 in der Bodenseeregion bestehenden Schienenpersonennahverkehrsangebots zwischen Engen und Konstanz im Landkreis Konstanz. Die Betriebsführung liegt bei der SBB GmbH, der deutschen Tochtergesellschaft der Schweizerischen Bundesbahnen (SBB). Der Seehas befährt zwischen Engen und Singen die Schwarzwaldbahn und im weiteren Verlauf über Radolfzell nach Konstanz die Hochrheinbahn, wobei auf der 44 Kilometer langen Gesamtstrecke der Tarif des Verkehrsverbunds Hegau-Bodensee (VHB) gilt. Die elektrisch betriebenen Züge bedienen insgesamt 16 Stationen und fahren täglich bis etwa 20:00 Uhr im 30-Minuten-Takt, danach im Stunden-Takt.
In Radolfzell besteht seit 1996 Anschluss zum nicht-elektrifizierten Seehäsle nach Stockach, das anfangs ebenfalls als Seehas bezeichnet wurde.

## Geschichte

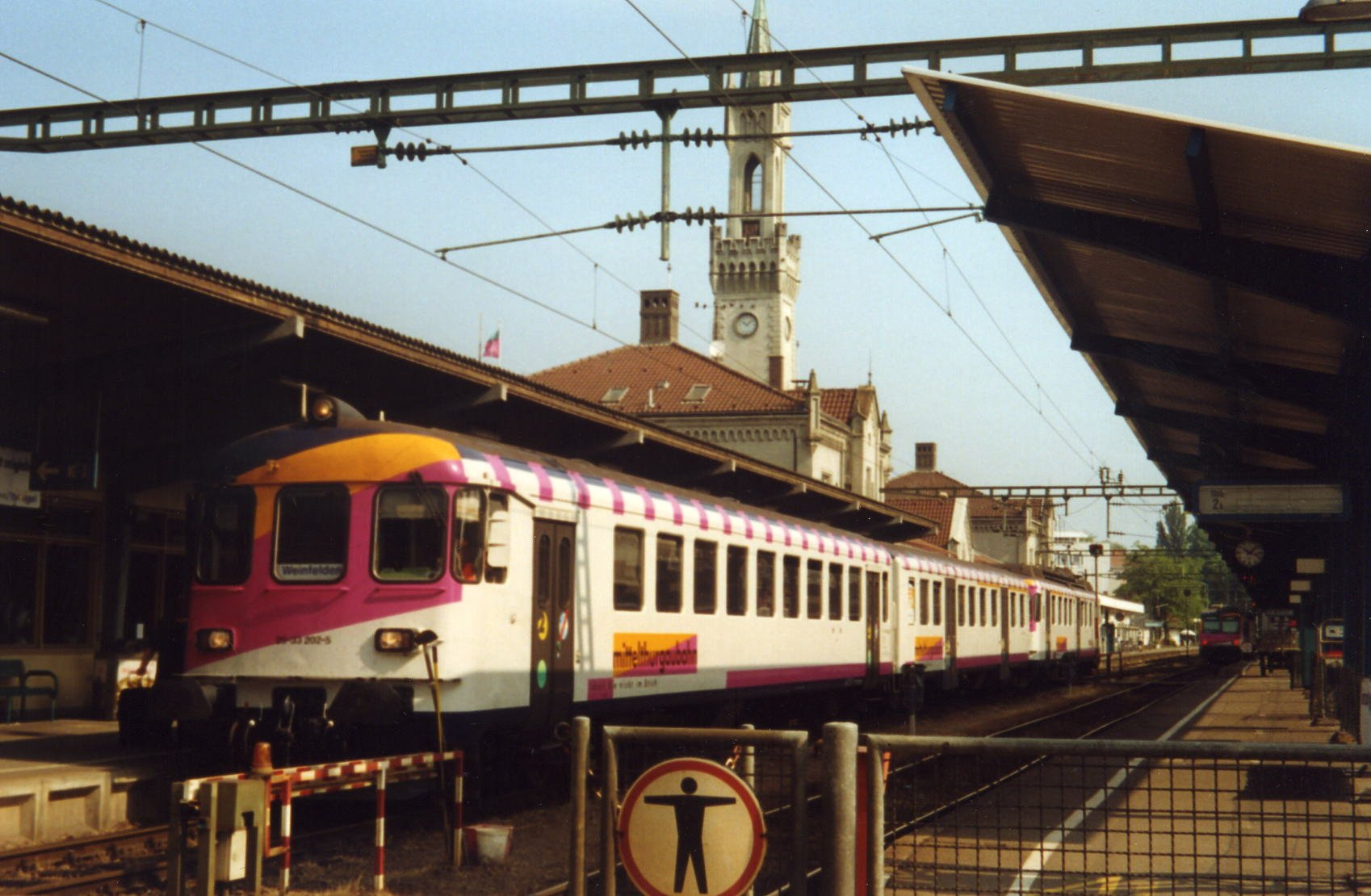
Seehas mit EAV-Garnitur im Bahnhof Konstanz, 2001

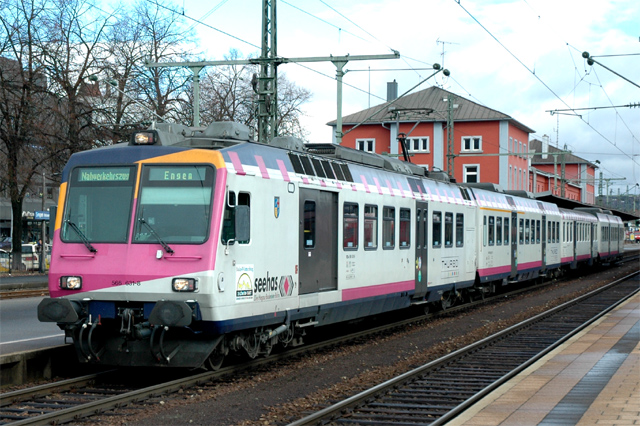
Seehas mit NPZ-Garnitur im Bahnhof Singen (Hohentwiel), 2006

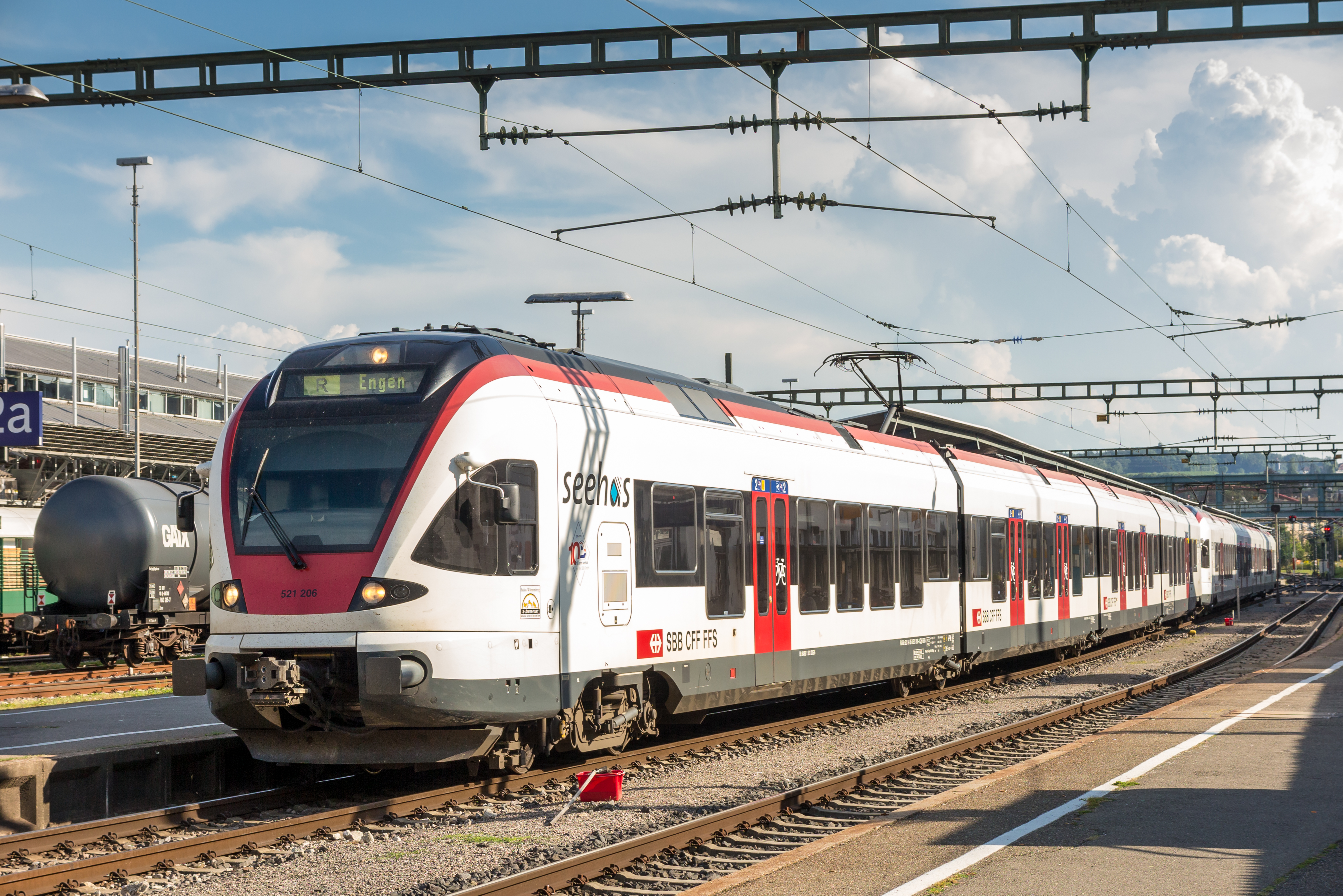
Seehas mit FLIRT-Garnitur im Bahnhof Konstanz, 2016

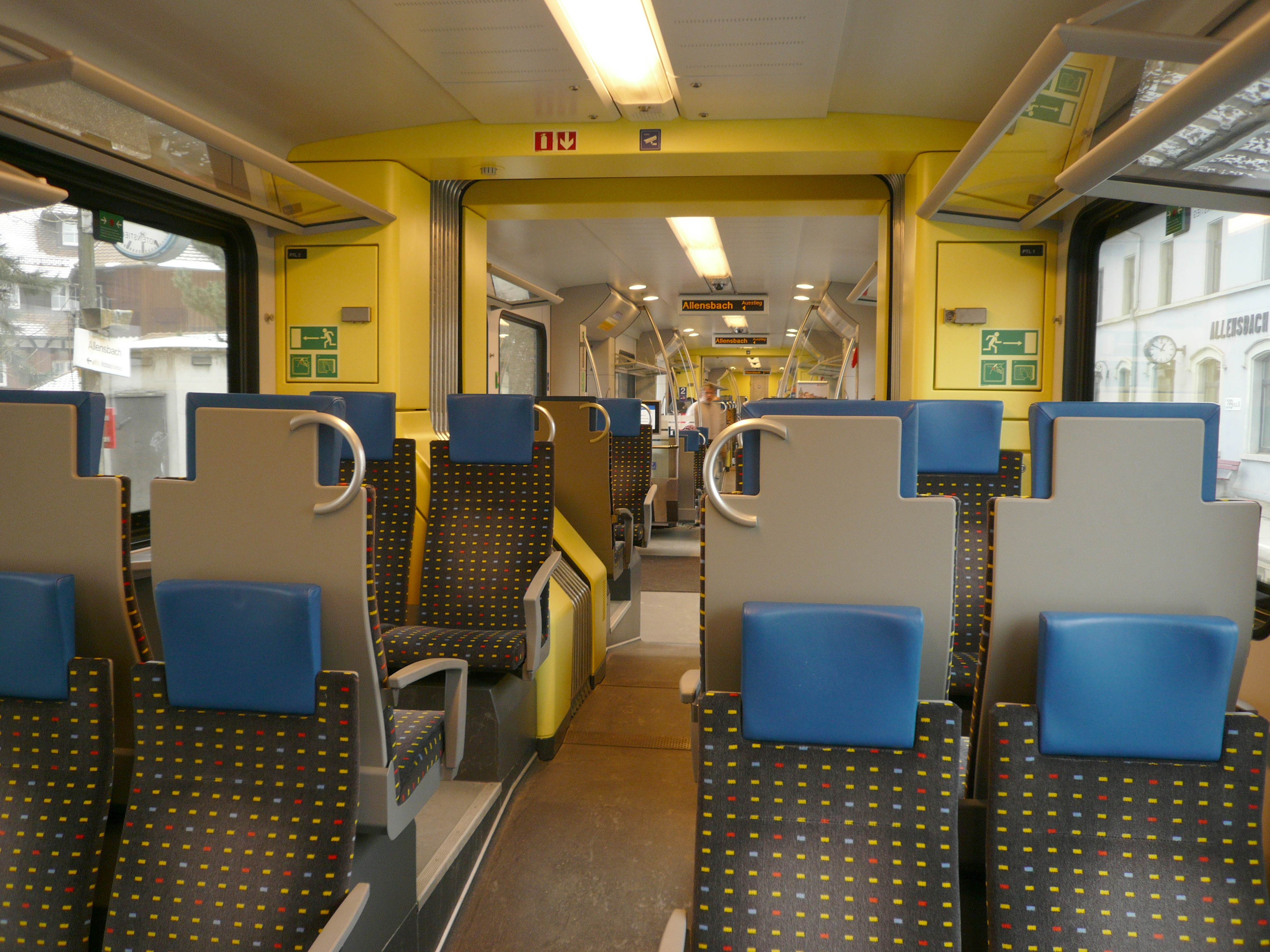
Innenraum eines Seehas-FLIRT

### Betriebsaufnahme
Bereits in seinem ersten Amtsjahr 1973 befasste sich der frühere Konstanzer Landrat Robert Maus intensiver mit der Idee eines grenzüberschreitenden Nahverkehrs. 1977 – dem Jahr der Elektrifizierung der deutschen Strecke nach Konstanz – wurde der Vorschlag erstmals im Kreistag vorgestellt. 1988 wurden schließlich Pläne für ein S-Bahn-ähnliches Angebot entwickelt. Nachdem im Bodenseekreis 1991 die Bodensee-Oberschwaben-Bahn gegründet wurde, bemühte sich Maus erneut um eine Verbesserung des Schienenverkehrs in seinem Bereich. 1992, und damit noch vor der zum 1. Januar 1994 in Kraft getretenen Bahnreform, erarbeiteten die damalige Deutsche Bundesbahn (DB) und die schweizerische Mittelthurgaubahn (MThB) ein Detailkonzept für einen grenzüberschreitenden S-Bahn-Verkehr im Bodenseeraum. Am 28. Juni 1993 beschloss der Kreistag die Umsetzung des Konzepts, am 9. Dezember 1993 unterzeichnete Maus mit den beiden Eisenbahnverkehrsunternehmen einen entsprechenden Vertrag. Er ermöglichte der privaten Mittelthurgaubahn die Durchbindung ihrer, bis dahin im Grenzbahnhof Konstanz endenden, Züge ins deutsche Hinterland.
Mit der Betriebsaufnahme zu Beginn des Sommerfahrplans am 29. Mai 1994 entstand eine internationale Direktverbindung von Wil beziehungsweise Weinfelden im Kanton Thurgau nach Engen. Der alle Zwischenhalte bedienende Seehas mit erster und zweiter Wagenklasse verkehrte auf deutscher Seite zunächst als Nahverkehrszug (N). Die Mittelthurgaubahn fungierte dabei als Subunternehmer der deutschen Staatsbahn und musste ihre Fahrzeuge für den Seehas zuvor an die deutschen Normen anpassen. Zudem übernahm sie zum Start des Seehas einige Triebfahrzeugführer des Bahnbetriebswerks Singen (Hohentwiel) von der Deutschen Bahn und richtete im Empfangsgebäude des Bahnhofs Singen (Hohentwiel) einen eigenen Raum für ihr Personal ein.
Weil es nicht gelang, bis zur Einführung des Seehas einen Verkehrsverbund im Landkreis Konstanz einzurichten – der VHB existiert erst seit 1996 –, galt auf deutscher Seite anfangs der reguläre DB-Kilometertarif. Bei den grenzüberschreitenden Fahrten behalf sich die MThB mit einer internen Lösung, nach welcher sie auf der kondukteurlosen Strecke keine internationalen Fahrkarten verkaufen musste. Jedoch wurde die Gültigkeit der Thurgauer Tageskarte, die zuvor nur im namensgebenden Kanton und einigen außerkantonalen Strecken galt, auch auf den Seehas ausgedehnt.
Die neue Verbindung erfüllte schon nach kurzer Zeit alle Erwartungen, die Züge waren wesentlich voller als angenommen. Bereits im ersten Betriebsjahr beförderte die MThB auf der Strecke 50 Prozent mehr Fahrgäste als die DB.

### Weitere Entwicklung
Nachdem die, mittlerweile für die Bereitstellung der Infrastruktur zuständige, Deutsche Bahn AG die Zuggattung Nahverkehrszug abschaffte, fuhr der Seehas schließlich ab dem 1. Januar 1995 als Stadt-Express (SE).
Nach dem Konkurs der Mittelthurgaubahn im Jahr 2003 übernahm die Thurbo AG den Zugverkehr in der Schweiz. Deren für das Deutschlandgeschäft zuständige Tochtergesellschaft EuroTHURBO, übernahm den Betrieb des Seehas jenseits der Grenze. Die Züge verkehrten jedoch immer noch durchgängig zwischen Weinfelden und Engen.
Seit 2005 fährt der Seehas nur noch zwischen Konstanz und Engen. Die Betriebsführung ging auf die SBB GmbH über, die 2006 aus dem Zusammenschluss der EuroTHURBO GmbH und der „alten“ SBB GmbH mit Sitz in Lörrach entstanden war. Die Zuggattung änderte sich fortan in SBB.
Aufgabenträger und Besteller des Seehas ist seit Dezember 2006 nicht mehr der Landkreis, sondern das Land Baden-Württemberg, für das die Nahverkehrsgesellschaft Baden-Württemberg (NVBW) die Linie damals im Paket mit dem Regionalverkehr auf der Strecke Karlsruhe–Konstanz europaweit ausschrieb. 2014 wurde der Seehas schließlich zusammen mit der Hochrheinbahn und der Wiesentalbahn dem Vergabenetz 10 – „Dreiländereck“ zugeordnet.
Ab dem Fahrplanwechsel vom 13. Dezember 2020 wurde der Seehas vom Land als Regionalbahnlinie RB 29 bezeichnet, in den Fahrplanmedien der Deutschen Bahn AG jedoch weiterhin als Zuggattung SBB. Ebenfalls seit Dezember 2020 ist die Fahrradmitnahme im Seehas kostenlos. Seit dem Fahrplanwechsel am 11. Dezember 2022 ist der Seehas als Linie S6 in das Netz der Bodensee-S-Bahn integriert.

## Fahrzeuge
Der Betrieb des Seehas erfolgte anfangs mit zehn dreiteiligen Pendelzug-Garnituren. Hierfür standen ab 1995 insgesamt 39 Fahrzeuge in der, damals eingeführten, auffälligen neuen Mittelthurgaubahn-Lackierung in weiß, orange und pink zur Verfügung:
- Triebwagen: 4 RBDe 4/4 (631–634, Baujahr 1994, NPZ) und 6 ABDe 536 (611–616, Baujahre 1965–1966, EAV, Ende der 1990er Jahre modernisiert)
- Steuerwagen: 6 Bt (211–216, NPZ) und 4 Bt (201–204, Einheitswagen)
- Mittelwagen: 4 AB (161–164, NPZ), 9 B (121–129, Leichtstahlwagen), 6 AB (151–156, Leichtstahlwagen)

Anfangs halfen zudem gemietete Mittelwagen der Schweizerischen Bundesbahnen und der Bern-Lötschberg-Simplon-Bahn aus, bis alle Seehas-Fahrzeuge abgeliefert beziehungsweise fertig umgebaut waren. Seit Mai 2006 kommen ausschließlich FLIRT von Stadler Rail (RABe 521 201–209, Baujahr 2006, anfangs als RABe 526 651–659 bezeichnet) zum Einsatz.

## Name
Die Verkehrslinie erhielt ihren Namen als Ergebnis eines Publikumswettbewerbes und anschließender Entscheidung einer Jury. Der Name bezeichnet laut Ein Volksbüchlein (1827) von Ludwig Aurbacher einen der Sieben Schwaben, die einen Hasen bekämpfen, und zudem ein traditionelles Fabeltier der Bodenseeregion, das oft als Mischwesen aus Fisch und Hase dargestellt wird, beispielsweise am Kaiserbrunnen auf der Marktstätte in Konstanz. „Seehasen“ ist auch eine scherzhafte Eigenbezeichnung der Einheimischen des nördlichen und westlichen Bodenseegebietes sowie der Name einiger Narrenzünfte. In Friedrichshafen gibt es zudem das jährliche Seehasenfest. Der Name hat jedoch nichts mit dem Meeresfisch Seehase zu tun.